# Bartholomeus Bruyn den äldre

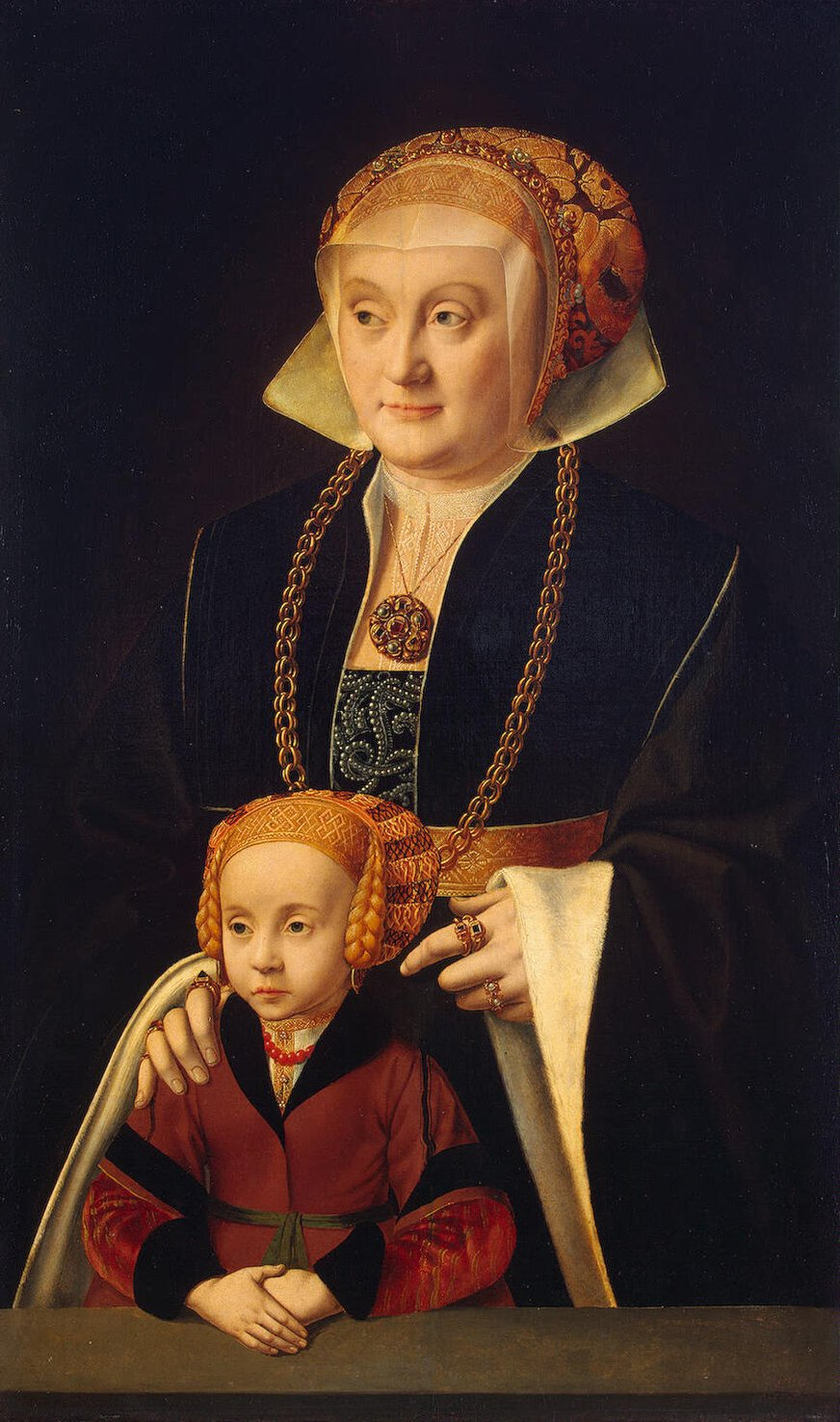
Porträtt av en kvinna med dotter.

Bartholomeus Bruyn den äldre, född omkring 1493, död 22 april 1555 i Köln, var en tysk konstnär.
Bruyn stammade förmodligen från Nederländerna, men var verksam i Köln från omkring 1515, och fick snart stora beställningar, bland annat av altarverk till Essen och Xanten. Han visade sig särdeles smidig och mottaglig för intryck, och växlade under levnaden sin stil och anslöt sig under senare år till en mer romantiserande framställningsstil. I sina porträtt har han ofta en enkel, ganska torr men säker stil. På Boo slott finns två pendanger ung herre och ung dam av Bruyn. Ett damporträtt på Göteborgs konstmuseum och ett mansporträtt på Kunstmuseet i Köpenhamn.
Bartholomeus Bruyn den äldre efterträddes i sin verkstad av sonen Bartholomeus Bruyn den yngre.